# Skeleton-Nordamerikacup 2016/17
Die Saison 2016/17 war die 18. Saison vom Skeleton-Nordamerikacup, welcher von der IBSF organisiert und ausgetragen wird. Diese Rennserie gehört gemeinsam mit den Intercontinentalcup 2016/17 und den Europacup 2016/17 den Unterbau des Weltcups 2016/17. Die Ergebnisse der acht Saisonläufe an zwei Wettkampforten flossen in das IBSF-Skeleton-Ranking 2016/17 ein.
Bei den Frauen sicherte sich die Koreanerin Mun Ra-young den Gesamtsieg und ist damit die erste Asiatin, welche die Gesamtwertung des Nordamerikacups gewinnen konnte. Auf den zweiten Platz folgte die Kanadierin Madison Charney gefolgt von der US-Amerikanerin Gracie Clapp. Bei den Männern sicherte sich John Farrow aus Australien den Gesamtsieg und ist damit der erste Australier der diese Wertung gewinnen konnte. Der Südkoreaner Kim Jun-hyeon belegte den zweiten Platz vor US-Amerikaner John Daly, welcher nur an den Rennen in den Vereinigten Staaten teilgenommen hat, aber drei dieser Rennen gewinnen konnte.

## Frauen

### Veranstaltungen
| Datum             | Ort         | 1. Platz        | 2. Platz         | 3. Platz        |
| ----------------- | ----------- | --------------- | ---------------- | --------------- |
| 13. November 2016 | Calgary     | Madison Charney | Jaclyn Narracott | Jeong Sophia    |
| 14. November 2016 | Calgary     | Mun Ra-young    | Madison Charney  | Jeong Sophia    |
| 25. November 2016 | Whistler    | Mirela Rahneva  | Marija Orlowa    | Julija Kanakina |
| 26. November 2016 | Whistler    | Kimberley Bos   | Marija Orlowa    | Mirela Rahneva  |
| 7. Januar 2017    | Park City   | Madelaine Smith | Donna Creighton  | Maya Pedersen   |
| 8. Januar 2017    | Park City   | Madelaine Smith | Donna Creighton  | Mun Ra-young    |
| 19. Januar 2017   | Lake Placid | Donna Creighton | Mun Ra-young     | Gracie Clapp    |
| 20. Januar 2017   | Lake Placid | Mun Ra-young    | Donna Creighton  | Olga Potylizyna |

### Gesamtwertung
| Rang | Pilotin         | Pilotin                | Calgary           | Calgary           | Whistler          | Whistler          | Park City      | Park City      | Lake Placid     | Lake Placid     | Punkte |
| Rang | Name            | Land                   | 13. November 2016 | 14. November 2016 | 25. November 2016 | 26. November 2016 | 7. Januar 2017 | 8. Januar 2017 | 19. Januar 2017 | 20. Januar 2017 | Punkte |
| ---- | --------------- | ---------------------- | ----------------- | ----------------- | ----------------- | ----------------- | -------------- | -------------- | --------------- | --------------- | ------ |
| 01   | Mun Ra-young    | Südkorea               | 04                | 01                | 06                | 06                | 05             | 03             | 02              | 01              | 445    |
| 02   | Madison Charney | Kanada                 | 01                | 02                | 09                | 05                | 08             | 04             | 05              | 08              | 386    |
| 03   | Gracie Clapp    | Vereinigte Staaten     | 05                | 05                | 12                | 12                | 04             | 06             | 03              | 04              | 341    |
| 04   | Donna Creighton | Vereinigtes Königreich | –                 | –                 | –                 | –                 | 02             | 02             | 01              | 02              | 270    |
| 05   | Jeong Sophia    | Südkorea               | 03                | 03                | –                 | –                 | 06             | 07             | 08              | 11              | 254    |
| 06   | Morgan Tracey   | Vereinigte Staaten     | 09                | 06                | 15                | 14                | 07             | 11             | 10              | 09              | 254    |
| 07   | Lee Jeong-hyeok | Südkorea               | 08                | 08                | 13                | 09                | 11             | 09             | 12              | 13              | 250    |
| 08   | Maya Pedersen   | Norwegen               | –                 | –                 | 08                | 08                | 03             | 05             | 14              | 05              | 241    |
| 09   | Madelaine Smith | Vereinigtes Königreich | –                 | –                 | –                 | –                 | 01             | 01             | 06              | 06              | 230    |
| 10   | Leslie Stratton | Vereinigte Staaten     | 11                | 09                | 17                | 16                | 13             | 08             | 11              | 12              | 222    |

## Männer

### Veranstaltungen
| Datum             | Ort         | 1. Platz           | 2. Platz           | 3. Platz             |
| ----------------- | ----------- | ------------------ | ------------------ | -------------------- |
| 13. November 2016 | Calgary     | Ander Mirambell    | Lee Han-sin        | Joseph Luke Cecchini |
| 14. November 2016 | Calgary     | Ander Mirambell    | John Farrow        | Kim Jun-hyeon        |
| 25. November 2016 | Whistler    | Katsuyuki Miyajima | Alexander Hanssen  | Jegor Wesselow       |
| 26. November 2016 | Whistler    | Jegor Wesselow     | Katsuyuki Miyajima | Alexander Hanssen    |
| 7. Januar 2017    | Park City   | John Daly          | John Farrow        | Kenny Howard         |
| 8. Januar 2017    | Park City   | John Daly          | Marcus Wyatt       | Kim Ji-soo           |
| 19. Januar 2017   | Lake Placid | Pawel Kulikow      | John Daly          | Jerry Rice           |
| 20. Januar 2017   | Lake Placid | John Daly          | Pawel Kulikow      | Joseph Luke Cecchini |

### Gesamtwertung
| Rang | Pilot                | Pilot              | Calgary           | Calgary           | Whistler          | Whistler          | Park City      | Park City      | Lake Placid     | Lake Placid     | Punkte |
| Rang | Name                 | Land               | 13. November 2016 | 14. November 2016 | 25. November 2016 | 26. November 2016 | 7. Januar 2017 | 8. Januar 2017 | 19. Januar 2017 | 20. Januar 2017 | Punkte |
| ---- | -------------------- | ------------------ | ----------------- | ----------------- | ----------------- | ----------------- | -------------- | -------------- | --------------- | --------------- | ------ |
| 01   | John Farrow          | Australien         | 04                | 02                | 06                | 06                | 02             | 04             | 04              | 05              | 405    |
| 02   | Kim Jun-hyeon        | Südkorea           | 09                | 03                | 12                | 12                | 04             | 05             | 08              | 13              | 302    |
| 03   | John Daly            | Vereinigte Staaten | –                 | –                 | –                 | –                 | 01             | 01             | 02              | 01              | 290    |
| 04   | Joseph Luke Cecchini | Italien            | 03                | 04                | 05                | 07                | –              | –              | 07              | 03              | 281    |
| 05   | Patrick Rooney       | Kanada             | 05                | 05                | 04                | 04                | 05             | 07             | –               | –               | 273    |
| 06   | Allen Blackwell      | Vereinigte Staaten | 08                | 07                | 13                | 09                | 10             | 06             | 15              | 12              | 256    |
| 07   | Katsuyuki Miyajima   | Japan              | 06                | 06                | 01                | 02                | –              | –              | –               | –               | 220    |
| 08   | Jung Seung-gi        | Südkorea           | –                 | –                 | 10                | 05                | 08             | 10             | 12              | 08              | 209    |
| 09   | Andrew Blaser        | Vereinigte Staaten | 11                | 13                | 15                | 13                | 07             | 08             | 23              | 16              | 206    |
| 10   | Andy White           | Kanada             | 10                | 12                | 17                | 16                | 16             | 12             | 17              | 10              | 196    |